# Messor smithi
Messor smithi är en myrart som först beskrevs av Arthur C. Cole 1963.
Messor smithi ingår i släktet Messor och familjen myror. Inga underarter finns listade i Catalogue of Life.

## Bildgalleri